# Горновица (Мехединци)
Горновица (рум. Gornovița) насеље је у Румунији у округу Мехединци у општини Балта. Oпштина се налази на надморској висини од 532 m.

## Становништво
Према подацима из 2002. године у насељу је живело 248 становника, од којих су сви румунске националности.